# Sedem čudes s konca 20. stoletja
Sedem čudes s konca 20. stoletja je seznam sedmih najbolj znamenitih zgradb, ki so bile zgrajena proti koncu 20. stoletja.

## Seznam
- Televizijski stolp v Torontu
- Vesoljsko izstrelišče Cape Canaveral
- Sears Tower
- Žičnica v Chamonixu
- Naftna vrtalna ploščad v Severnem morju
- Mount Palomar
- Akaši-Kaikjo